# Magiovinium
Magiovinium fu un forte romano e insediamento della Britannia romana, posto lungo la Watling Street.
Oggi sul suo sito sorge in parte Fenny Stratford, situata nella contea inglese del Buckinghamshire.
L'iniziale forte romano si estendeva su un'area di 2,2 ettari (150 m x 122 m), circa 500 m a sud della città attuale, lungo la strada romana. Esso era protetto da un doppio fossato e restò in uso all'incirca tra l'età neroniana e l'età flavia.
Contemporaneamente, lungo la strada e a nord ovest del forte, si sviluppò un vicus che rimase popolato fino al IV secolo d.C..
L'area del sito protetta da difese aveva forma ovoidale e misurava circa 350 m lungo l'asse NW-SE e circa 250 m lungo l'asse NE-SW.